# Jędrzejów Stary
Jędrzejów Stary (do 14 lutego 2002 Stary Jędrzejów) – wieś sołecka w Polsce, położona w województwie mazowieckim, w powiecie mińskim, w gminie Jakubów.
W latach 1975–1998 miejscowość administracyjnie należała do województwa siedleckiego. 15 lutego 2002 nastąpiła zmiana nazwy ze Stary Jędrzejów na Jędrzejów Stary.
Wierni Kościoła rzymskokatolickiego należą do parafii św. Antoniego w Ignacowie.

## Historia
Wieś włościańska w ziemi czerskiej w parafii Jakubów należąca do dóbr ziemskich Jędrzejów. W XVI wieku liczyła 23,5 włóki i należała do Stanisława Mińskiego. W XIX wieku liczyła 7 włók.
13 maja 1831 w czasie powstania listopadowego miała tu miejsce zwycięska dla Polaków bitwa pod Jędrzejowem z rosyjskimi wojskami Iwana Dybicza.